# Sandsøya
Sandsøya är en ö i Sande kommun i landskapet Sunnmøre i Møre og Romsdal fylke i västra Norge. Ön ligger väster om ön Gurskøya och har i söder broförbindelse med ön Voksa, som i sin tur har färjeförbindelse med fastlandet. På den södra delen av ön ligger Sande kyrka. På dess östra del ligger Sandshamn som är den största orten på ön. Berget Rinden är öns högsta punkt med en höjd av 369 meter över havet.

## Bilder

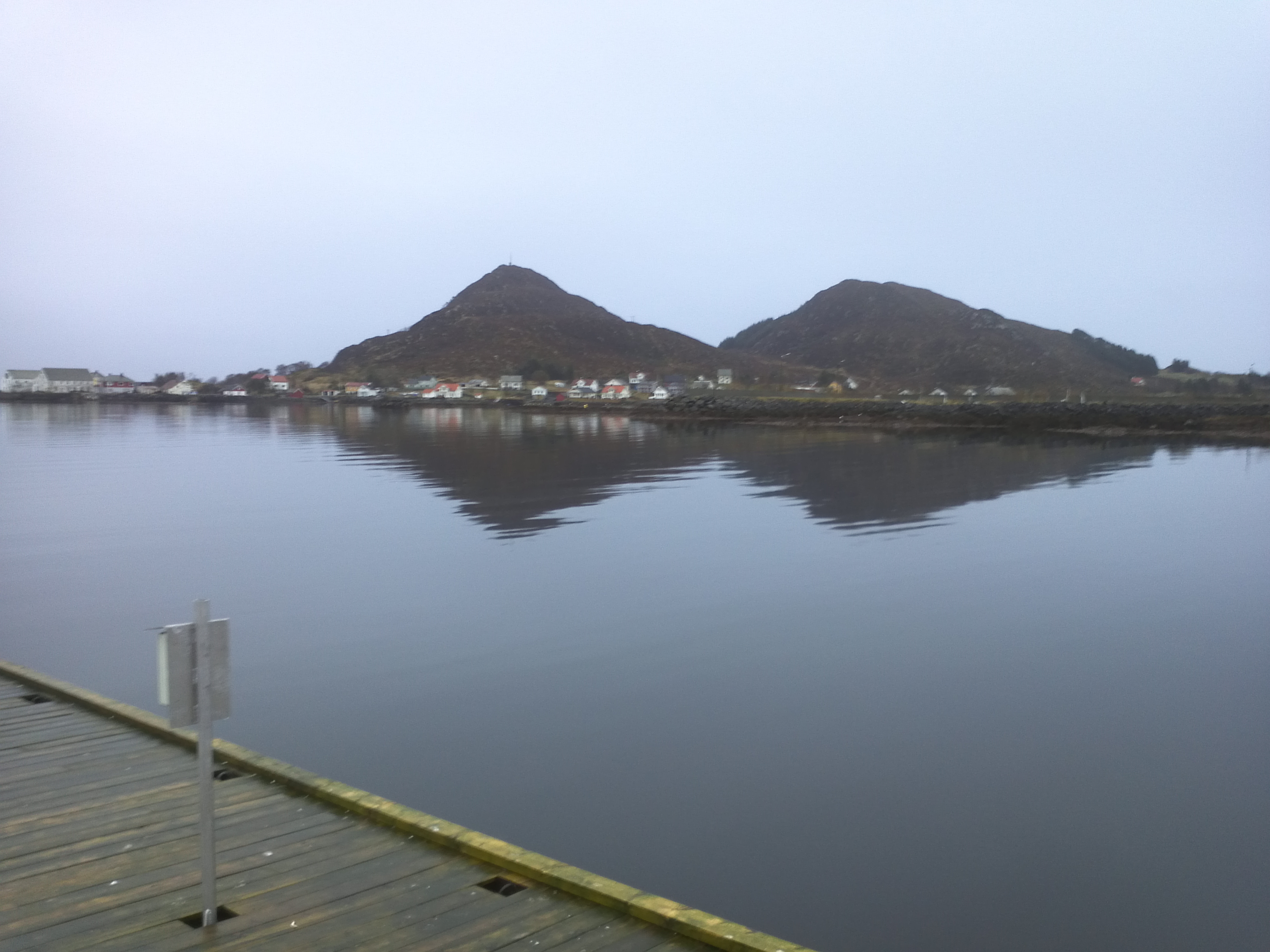
Sandshamn.
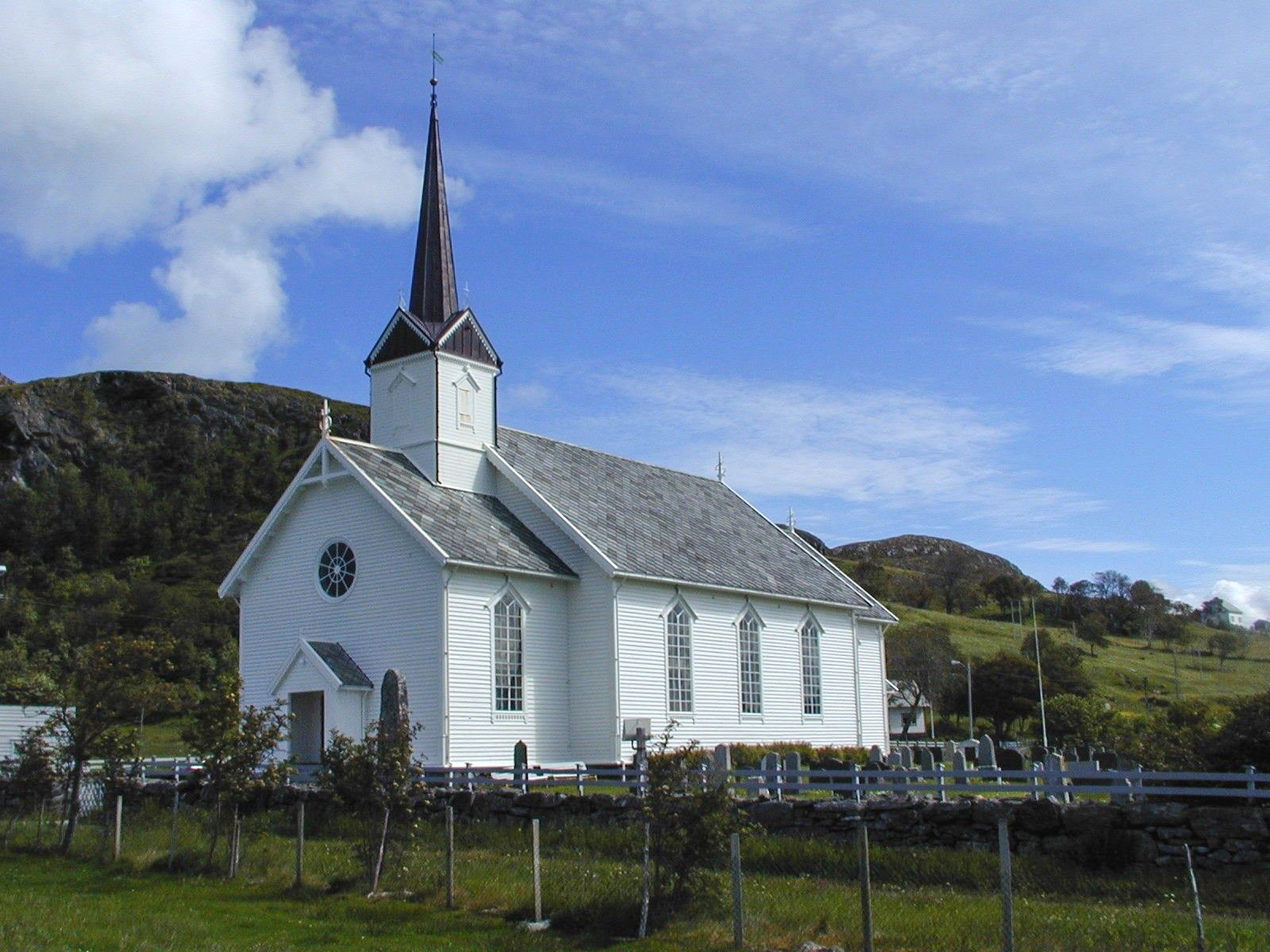
Sande kyrka.